# Tournoi d'Istanbul (judo)
Le Tournoi World Cup d'Istanbul est une compétition de judo organisée à Istanbul en Turquie. Une seule édition a été organisée en octobre 2012 pour les femmes.

## Palmarès femmes
| World Cup | World Cup       | World Cup         | World Cup      | World Cup      | World Cup       | World Cup         | World Cup         |
| Année     | -48 kg          | -52 kg            | -57 kg         | -63 kg         | -70 kg          | -78 kg            | +78 kg            |
| --------- | --------------- | ----------------- | -------------- | -------------- | --------------- | ----------------- | ----------------- |
| 2012      | Aurore Climence | Majlinda Kelmendi | Ivelina Ilieva | Tina Trstenjak | Elisabeth Greve | Catherine Roberge | Belkıs Zehra Kaya |